# Justicia tenera
Justicia tenera är en akantusväxtart som först beskrevs av William Bertram Turrill, och fick sitt nu gällande namn av D.N. Gibson. Justicia tenera ingår i släktet Justicia och familjen akantusväxter. Inga underarter finns listade i Catalogue of Life.